# Anima naturaliter christiana
Anima naturaliter christiana (pol. „dusza ludzka z natury chrześcijańska”) – wczesnochrześcijańska koncepcja teologiczna, zgodnie z którą człowiek stworzony „na obraz i podobieństwo Boże” (zob. Rdz 1,27) posiada naturalną intuicję prowadzącą go do poznania i przyjęcia wiary chrześcijańskiej.
Twórcą koncepcji był wczesnochrześcijański teolog, Tertulian, który pisał, że „zwroty: «Bóg widzi», «Bogu polecam», «Bóg mi zapłaci»” stanowią „świadectwo duszy, chrześcijańskiej w najistotniejszej głębi”. Zdaniem Tertuliana widoczne także w politeistycznych religiach pogańskich poszukiwanie jedynego Absolutu świadczy o spontanicznym dążeniu ludzkiej duszy do rozpoznania chrześcijaństwa jako religii prawdziwej (religio vera).
Koncepcja została wyłożona przez Tertuliana w dwóch traktatach, tj. w Apologetyku oraz De testimonio animae. Drugie z wymienionych dzieł jest poświęcone, na co wskazuje sam tytuł, „świadectwu duszy”, tj. specyficznemu dowodowi na prawdziwość chrześcijaństwa, które płynie z przekonania, iż naturalne dążenia ludzkiej duszy znajdują swoją odpowiedź w Ewangelii.  
Podobne, lecz nieco zmodyfikowane, koncepcje pojawiały się również w twórczości innych Ojców Kościoła, np. u Jana z Damaszku, który twierdził, że „poznanie Boga jest z natury wszczepione wszystkim”. Autor ten wzbogacił stanowisko Tertuliana, utrzymując że człowiek może dotrzeć do Boga w rozumieniu chrześcijańskim trzema drogami, tj. rozwijając własną duchowość, badając świat stworzony, a wreszcie otwierając się na przekaz Objawienia.